# فضاپیمای پشتیبانی بدون سرنشین
فضاپیمای پشتیبانی بدون سرنشین (به انگلیسی: Unmanned resupply spacecraft) نوعی فضاپیمای رباتیک است که برای یاری رساندن به عملیات‌های فضایی در ایستگاه‌های فضایی طراحی شده و با کاوشگر فضایی که وظیفه تحقیقات فضایی را دارد، تفاوت دارد. از این نوع فضاپیماها از سال ۱۹۷۸ ایستگاه فضایی بین‌المللی، ایستگاه فضایی میر، ایستگاه فضایی سالیوت ۷ و ایستگاه فضایی سالیوت ۶ استفاده شده است.